# Кафедральний собор Векше

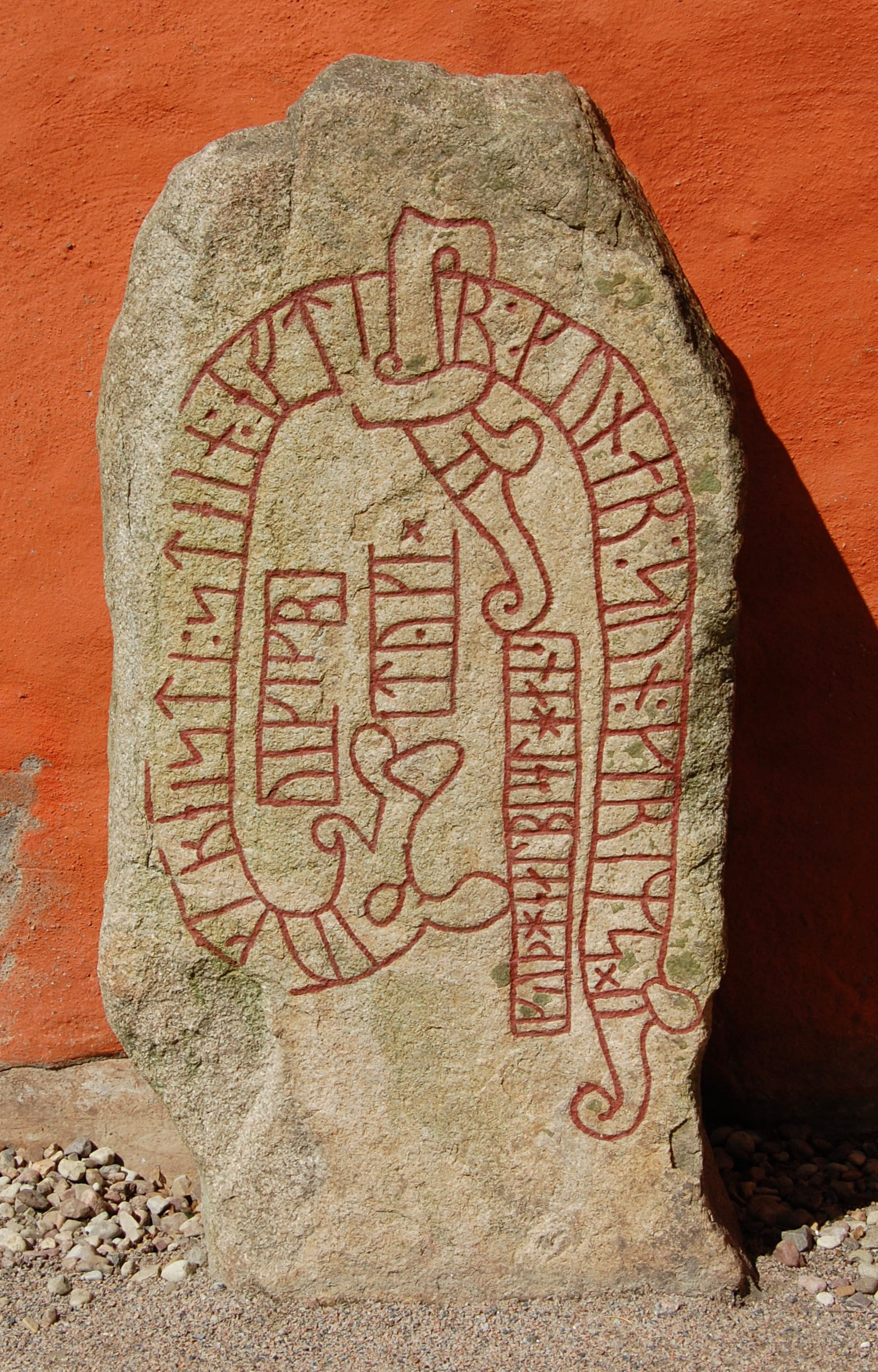
Рунічний камінь зі східного боку собору

56°52′39″ пн. ш. 14°48′44″ сх. д. / 56.8774° пн. ш. 14.8121° сх. д.
Собор Векше (швед. Växjö domkyrka) — собор у шведському місті Векше. Головна церква єпархії Векше. Готична будівля XII століття. Згодом будівля не раз горіла та перебудовувалася.

## Історія
За легендою, собор знаходиться на місці дерев'яної церкви, побудованої святим Зігрфрідом, місіонером з Йорка, що проповідував у Швеції в XI столітті. Вважається, що місіонер похований в цьому соборі. На міському гербі Векше зображений святий Зігфрід, який тримає в одній руці єпископський посох, а в інший — модель собору. У XII столітті Векше стало центром єпископства, а дерев'яну церкву замінила кам'яна. 1276 року церква була знищена пожежею. НЕвдовзі вона була відбудована. У XV столітті церкву було розширено й прибудовано до неї дві вежі. Ще тричі за свою історію церкву нищили пожежі: 1570 та 1611 року церкву підпалювали данці, а 1740 року пожежа сталася через попадання блискавки.
У XIX столітті оздоблення церкви було значно змінене. У 1957–1960 роках було проведено реставраційні роботи з відновлення пізньосередньовічного оздоблення церкви. Остання реставрація собору проходила 1995 року.
Зі східного боку церкви знаходиться відомий рунічний камінь.